# Joan Francesc Piferrer i Massià
Joan Francesc Piferrer i Massià (Barcelona, 1771- 27 de febrer de 1848) va ser un impressor barceloní. Com el seu pare Tomàs, va obtenir el càrrec d'impressor del Sant Ofici de la Inquisició.

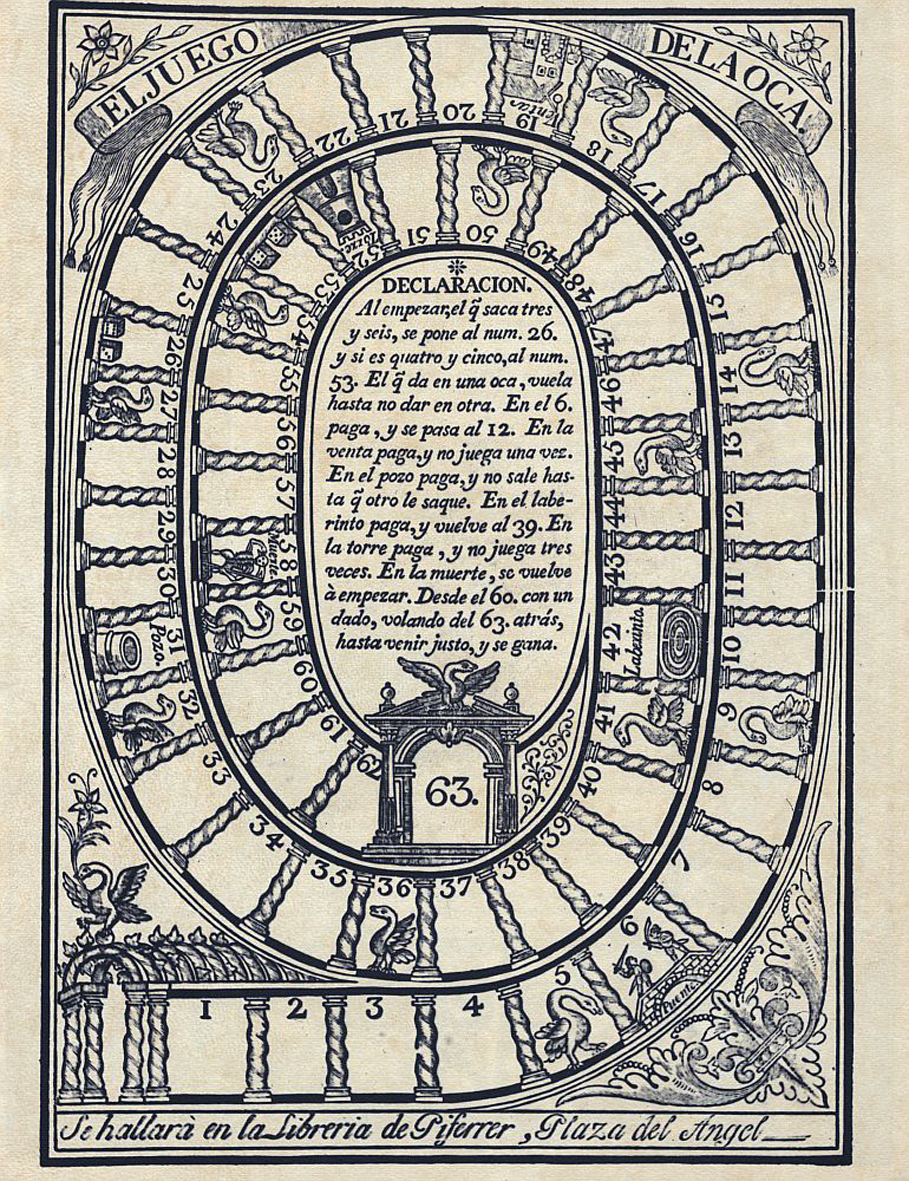
Joc de l'oca imprès per Piferrer

El 1778, amb divuit anys, va obtenir el mestratge, accessió ràpida que va aconseguir com a fill d'un mestre adinerat. El 1793 es va casar amb Mariana Depaus, filla del xirurgià Ramon Depaus, amb qui va tenir cinc fills. Va prendre els negocis familiars en una època de conjuntura política i bèl·lica poc favorable als negocis. Va imprimir llibres i discursos del Col·legi Reial de Cirúrgia, ordenances de la facultat de Farmàcia i la famosa Máscara Real i d'altres. Obres que interessaven els sectors professionals més destacats, l'oligarquia administrativa i l'elit dels gremis.
El CRAI Biblioteca de Fons Antic de la Universitat de Barcelona conserva unes 150 obres publicades per Piferrer, així com diversos exemples de les seves marques d'impressor, que el que van identificar al llarg de la seva trajectòria professional.